# Kamienica Balcerowska w Warszawie
Kamienica Balcerowska, także kamienica Winklerowska – czterokondygnacyjna i trzytraktowa kamienica wzniesiona w XV wieku, znajdująca się przy Rynku Starego Miasta nr 20 w Warszawie. 
Budynek mieści Muzeum Literatury im. Adama Mickiewicza w Warszawie. 
Wnętrze połączone jest z sąsiednim budynkiem nr 18, również użytkowanym przez Muzeum Literatury.

## Historia
Kamienica wzniesiona została w XV wieku jako budynek jednotraktowy z piwnicą przykrytą stropem. W XVI wieku budynek został przebudowany i powiększony przez rodzinę Baltazar (Balcer). W 1599 roku dobudowano nową ścianę od kamienicy nr 18 oraz tylny trakt. W wyniku przebudowania stała się dwutraktowa, dwupiętrowa ze sklepionymi piwnicami, sienią na parterze i sklepioną izbą tylną. Następnie dobudowano oficynę gospodarczą i mur zamykający pierwsze podwórze, powstał także budynek za murem obronnym (ul. Brzozowa nr 23). Kolejna przebudowa miała miejsce w XVII wieku. 
Kupił ją podskarbi koronny Maciej Grabowski za sumę 27 000 florenów, w 1752 roku otwarto w niej Collegium Nobilium jezuitów w Warszawie.
Jako pierwszego właściciela wzmiankuje się Gambala (1476-1498), a następnie od 1511 roku Baltazara (Balcer). Kolejnymi jej właścicielami była m.in. rodzina Winklerów, Ptaszyńskich (1812-1921), Duratowiczów (ok. 1844-1953), a następnie Michał Wliczan (ok. 1876-1915) oraz Tadeusz Jan Kazimierz Borowski.
W 1928 roku usunięto balkon na I p. i Felicjan Szczęsny Kowarski wykonał polichromie.
Częściowo zniszczona podczas II wojny światowej. Zachowały się m.in. piwnice, fragmenty przyziemie fasady i portale.
W 1948 roku odsłonięto detale gotyckie, m.in.: w fasadzie portal, resztki profilowań zejścia do piwnicy i wnęk okiennych.
Odbudowana w latach 1952−1953 według projektu Anny Boye-Guerquin. Zachowano niezniszczone relikty, zrekonstruowano fragment muru i glifu okiennego znajdującego się nad portalem głównym fasady. Wnętrza i elewacja podwórzowa powstały według nowego projektu. Na parterze  znajdują się fragmenty malowideł z pierwszej połowy XVI wieku (Oblicze Chrystusa adorowane przez dwa anioły).
W 1965 roku kamienica została wpisana do rejestru zabytków.